# Saifen-Boden
Saifen-Boden là một đô thị thuộc huyện Hartberg thuộc bang Steiermark, nước Áo. Đô thị Saifen-Boden có diện tích 18,81 km², dân số thời điểm cuối năm 2005 là 1060 người.